# 5-Kuna-Probemünze

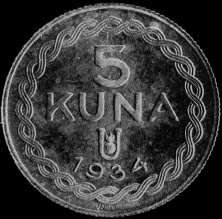
Wertseite der 5-Kuna-Probemünze aus dem Jahr 1934 mit dem Emblem der Ustascha (weitere Fotos siehe Weblinks).

Die 5-Kuna-Probemünze aus dem Jahr 1934 ist eine Probeprägung mit Münzcharakter, die von der Ustascha-Bewegung im politischen Exil in Italien herausgegeben wurde. Die Herausgabe der Silbermünze diente der Propaganda und möglicherweise sollte damit auch die noch nicht eingeführte Währung Kuna als Komplementärwährung etabliert werden. Im Herausgabejahr verübte die Ustascha gemeinsam mit der Innere Mazedonische Revolutionäre Organisation (IMRO) das Attentat auf König Alexander I. von Jugoslawien (1888–1934).

## Geschichte
Der Ustascha-Führer Ante Pavelić (1889–1959) vereinnahmte die Idee der Währung Kuna für sich und schrieb in seinen Memoiren:

„U tu svrhu zamislio sam simbolički kovati srebrni novac u vrijednosti od PET KUNA. Naziv, koji sam dao toj novčanoj jedinici, podsjećao je na povijesno ime kuni- nog krzna, što je bilo u dalekoj prošlosti platežno sredstvo u našoj domovini, osobito na dunavskom području, i to smatrano kao najzdravije platežno sredstvo. […] Ovaj srebrni novac od PET KUNA, koji smo kovali unutar djelatnosti našeg Ustaškog Pokreta, vrlo brzo se raširio po cijeloj domovini. Srebro za kovanje došlo je iz domovine. Mnoge su nam obitelji poslale u tu svrhu svoje srebrne predmete i količine gumba kao i drugog nakita s bogatih ženskih i muških narodnih nošnji. Stotinki toga novca dali smo ime BANICA, što je odgovaralo starom nazivu novca, koji su kovali hrvatski banovi. Vrijednost kovanih PET KUNA iznosila je prema švicarskom franku 1,25 franaka. Potražnja ovih PET KUNA bila je velika i za nju su plaćali i po 200 dinara.“

„Zu diesem Zweck stellte ich mir vor, symbolisch eine Silbermünze im Wert von FÜNF KUNA zu prägen. Der Name, den ich dieser Geldeinheit gegeben habe, erinnerte mich an die historische Bezeichnung des Marderfells, das in unserer Heimat, insbesondere im Donauraum, in ferner Vergangenheit als stabiles Zahlungsmittel [vgl. Pelzgeld] galt. […] Diese FÜNF-KUNA-Silbermünze, die wir im Rahmen der Aktivitäten unserer Ustascha-Bewegung geprägt haben, verbreitete sich sehr schnell im ganzen Land. Silber zum Prägen kam aus der Heimat. Zu diesem Zweck schickten uns viele Familien ihre Silbergegenstände und Mengen an Knöpfen sowie anderen Schmuck aus reichen Damen- und Herrentrachten. Wir gaben den Hundertsteln dieses Geldes den Namen BANICA, was dem alten Namen des von den kroatischen Banen geprägten Geldes entsprach. Der Wert der geprägten FÜNF KUNA betrug in Schweizer Franken 1,25 Franken. Die Nachfrage nach diesen FÜNF KUNA war groß und sie zahlten 200 Dinar dafür.“

Die Autoren der Literatur über die 1934 geprägte 5-Kuna-Probemünze kamen zu unterschiedlichen, teilweise widersprüchlichen Schlüssen. Die in Belgrad aufbewahrten Originaldokumente, die im Kroatischen Staatsarchiv auf Mikrofilm zugänglich sind, geben Aufschluss über viele Einzelheiten der Aktivitäten der Ustascha-Bewegung in Italien, die darauf abzielten, die Währung Kuna (unterteilt in 100 Banica), tatsächlich einzuführen. Das Ustascha-Hauptquartier veröffentlichte 1934 Bestimmungen über die Gründe für die Einführung der Währung. Diese Bestimmungen beschrieben auch die 5-Kuna-Münze, brachten eine Liste der Wechselkurse mit den wichtigsten Weltwährungen der damaligen Zeit und legten die genaue Bezahlung in Kuna für Beamte, Priester und Militär- und Verwaltungsbeamte fest. Die Schlussfolgerung ist, dass die Münzen wirklich 1934 geprägt wurden, nicht zum Gedenken an die Ermordung von König Alexander I., sondern als erster Schritt zur Einführung der neuen Währung, zuerst unter den Mitgliedern der Ustascha-Bewegung und dann, in noch unbestimmter Zukunft, in Kroatien selbst. Andererseits belegen Dokumente, dass mit diesem Geld keine Käufe oder Verkäufe getätigt wurden und Gehälter trotz detaillierter Anweisungen nicht in Kuna gezahlt wurden, sondern Mitglieder der Ustascha-Bewegung die Münzen als Souvenirs kauften. Die weitere Produktion von Kunas und Banicas wurde durch die Reaktion Italiens auf die Ermordung von König Alexander I. verhindert, als Ante Pavelić interniert und später die Aktivitäten der gesamten Ustascha-Organisation verboten wurden.

## Beschreibung

### Vorderseite
Die Bildseite der Probemünze zeigt in der Mitte den historischen kroatischen Wappenschild. Unter dem Wappenschild links und rechts befinden sich jeweils drei Ähren. Am oberen und unteren Rand der Münze befindet sich die Umschrift ZA NEZAVISNU DRŽAVU HRVATSKU (Für den Unabhängigen Staat Kroatien), unterbrochen von zwei kroatischen Dreiblättern.

### Rückseite

Emblem der Ustascha auf der Wertseite: Der Großbuchstabe U für Ustaša, darin eine Granate mit dem historischen kroatischen Wappenschild.

Die Wertseite zeigt in der Mitte den Nennwert 5 / KUNA, darunter das Ustascha-Emblem (Buchstabe U mit Granate). Unter dem Ustascha-Emblem befindet sich das Prägejahr 1934. Um den Rand liegt ein Band aus kroatischem Flechtwerk. Unterhalb des Flechtwerks, in der Mitte, befindet sich die Punze A (im Kreis) 900. Der Buchstabe A wird meist mit dem Punzierungsamt von Wien identifiziert. In der älteren Fachliteratur wird Ungarn als Prägeort genannt. Es wird jedoch vielfach darauf verwiesen, dass diese Annahme veraltet ist und der Prägeort Wien ist.

### Technische Daten
Die Probemünze hat einen Nennwert von fünf Kuna und besteht aus Silber mit einem Feingehalt von 900/1000. Sie hat einen Durchmesser von 23 Millimetern und einen geriffelten Rand. Das Gewicht wird mit 4,24 bzw. 4,25 Gramm angegeben.

## Wechselkurs
Der Wert der 5-Kuna-Münze in Bezug auf 13 Weltwährungen, sollte damals folgendem Wechselkurs entsprechen:
- 23,00 Jugoslawische Dinar
- 1,25 Schweizer Franken
- 6,50 Französische Franc
- 5,00 Italienische Lira
- 1,25 Reichsmark
- 10,85 Belgische Franc
- 2,30 Österreichische Schilling
- 2,00 Ungarische Pengő
- 10,20 Tschechische Kronen
- 33,00 Bulgarische Lewa
- 1,60 Argentinische Pesos
- 0,42 US-Dollar
- 0,41 Kanadische Dollar

## In den Medien
In der 2018 erstmals ausgestrahlten dritten Episode der Krimalfilmreihe Der Kroatien-Krimi mit dem Titel „Mord auf Vis“, dient der vermeintliche Fund von tausend dieser 5-Kuna-Silbermünzen als Lockmittel für mehrfachen Mord.